# Episodi di Yellowstone (terza stagione)
La terza stagione della serie televisiva Yellowstone, composta da dieci episodi, è stata trasmessa negli Stati Uniti per la prima volta dall'emittente Paramount Network dal 21 giugno al 23 agosto 2020.
In Italia, la stagione è andata in onda in prima visione sul canale satellitare Sky Atlantic dal 29 gennaio al 26 febbraio 2021.
| nº | Titolo                      | Prima TV USA   | Prima TV Italia  |
| -- | --------------------------- | -------------- | ---------------- |
| 1  | You're the Indian Now       | 21 giugno 2020 | 29 gennaio 2021  |
| 2  | Freight Trains and Monsters | 28 giugno 2020 | 29 gennaio 2021  |
| 3  | An Acceptable Surrender     | 5 luglio 2020  | 5 febbraio 2021  |
| 4  | Going Back to Cali          | 12 luglio 2020 | 5 febbraio 2021  |
| 5  | Cowboys and Dreamers        | 19 luglio 2020 | 12 febbraio 2021 |
| 6  | All for Nothing             | 26 luglio 2020 | 12 febbraio 2021 |
| 7  | The Beating                 | 2 agosto 2020  | 19 febbraio 2021 |
| 8  | I Killed a Man Today        | 9 agosto 2020  | 19 febbraio 2021 |
| 9  | Meaner Than Evil            | 16 agosto 2020 | 26 febbraio 2021 |
| 10 | The World Is Purple         | 23 agosto 2020 | 26 febbraio 2021 |

## You're the Indian Now
- Diretto da: Stephen Kay
- Scritto da: Taylor Sheridan

### Trama
Kayce e Rip scorgono tra i loro pascoli un rappresentante di una ditta, Ellis Steele, che ha rilevato le proprietà del defunto Dan Jenkins. Anche Beth viene a sapere di tutto ciò e capisce che arrivano nuove insidie da cui proteggersi per tutelare le proprietà di famiglia.
John Dutton si reca con Jamie dalla vicegovernatrice Lynelle Perry per rispondere quanto successo contro i fratelli Beck. Si dimette da commissario del bestiame per non incappare in uno scandalo, e così facendo niente verrà pubblicato e tutto sparirà nel nulla. 
Tornato a casa riceve la notizia dagli altri due figli dei nuovi predatori rappresentati da Steele. Per saperne di più su di loro, John assegna la sua ormai vecchia carica di commissario del bestiame a Jamie, dopo il rifiuto iniziale di Kayce, e si carica suo nipote e i mandriani per un campeggio estivo dove sorveglierà insieme a loro il bestiame da vicino, come si faceva una volta in tempi andati. Nel frattempo anche Thomas Rainwater è al corrente delle nuove acquisizioni del suo ex socio defunto Jenkins da parte della nuova proprietà. Questo comporta nuove grane per l'edificazione del suo casinò.
- Guest star: Josh Holloway (Roarke Morris), Wendy Moniz (Governatrice Lynelle Perry), Michael Nouri (Bob Schwartz), Atticus Todd (Ben Waters), John Emmet Tracy (Ellis Steele), Tom Jenkins (senatore Balen), Timothy Carhart (procuratore generale Stewart).
- Ascolti USA: telespettatori 4 232 000 – rating 18-49 anni 0,89%[3]

## Freight Trains and Monsters
- Diretto da: Stephen Kay
- Scritto da: Taylor Sheridan

### Trama
Jamie inizia il suo nuovo incarico da commissario del bestiame mandando Steve Hendon a risolvere un furto durante una gara di barrel racing. I colpevoli avrebbero picchiato e derubato una donna durante la manifestazione. Lo sceriffo si reca sul posto con i ladri già catturati e li carica su un van per punirli. Accelera e inchioda di botto sul freno per farli rimbalzare come palline da flipper dentro il van, ma alla fine della punizione, Handon li trova morti e finisce in galera. Beth continua le indagini sulla nuova azienda, ossia la Providence, che intende acquisire le proprietà di famiglia. Roarke Morris, un pescatore che aveva già incontrato giorni prima in un fiume sfociante tra i loro appezzamenti, lavora per essa ed è incaricato di concludere le operazioni. Lo scopo è rilevare la terra dei Dutton per costruirci un aeroporto, più una stazione sciistica. Arrivano nuove leve tra i mandriani: Rip assume Teeter, una donna parecchio sboccata quanto adatta alla vita del ranch. John fa il nonno a tempo pieno con Tate e si gode il campeggio estivo, mentre Jamie termina il suo primo giorno del suo nuovo lavoro con la richiesta di aiuto di Hendon finito al penitenziario dopo l'involontaria tragedia.
- Guest star: Josh Holloway (Roarke Morris), Michael Nouri (Bob Schwartz), James Jordan (rappresentante del bestiame Steve Hendon), Jennifer Landon (Teeter).
- Ascolti USA: telespettatori 3 568 000 – rating 18-49 anni 0,71%[4]

## An Acceptable Surrender
- Diretto da: John Dahl
- Scritto da: Taylor Sheridan

### Trama
La governatrice Lynelle Perry ha urgenza di trovare un nuovo procuratore generale. Riceve poi la visita di Ellis Steele che le espone il piano della sua ditta, la Market Equities sul progetto dell'aeroporto. La governatrice vede tutte le concessioni, ma è titubante sul progetto: lo sviluppo così intenso e così veloce porterà a un’inevitabile gentrificazione della zona, cioè a un grosso aumento dei prezzi delle case, un bel problema per i locali. Inoltre i terreni acquistati dal defunto Jenkins non bastano: c'è un'area adiacente a quei terreni per il completamento del terminal. Quell'area appartiene ai Dutton. E conoscendo molto bene, anche intimamente John, Lynelle dubita che quest'ultimo ceda i suoi terreni alla Market Equities. Beth viene a conoscenza di tutto corrompendo la segretaria della Perry e corre a riferire al padre. Jamie riesce a scagionare Hendon dall'omicidio dei due ladri trovati morti sul van. Questi erano già defunti per le percosse degli agenti. Scopre che Randy, un suo collega di contea, sapeva già tutto e lo incastra con le telefonate registrate. Lo obbliga infine a soggiacere alla sua versione dei fatti per non avere forti ripercussioni su di lui. Teeter si fa già conoscere al ranch nel costruire il nuovo fienile, mentre Jimmy si assenta per andare a Livingstone e diventare un professionista del rodeo ma rimane gravemente ferito dopo la caduta da cavallo.
- Guest star: Josh Holloway (Roarke Morris), Wendy Moniz (Governatrice Lynelle Perry), John Emmet Tracy (Ellis Steele), James Jordan (rappresentante del bestiame Steve Hendon), Jennifer Landon (Teeter), Timothy Carhart (procuratore generale Stewart), Eden Brolin (Mia).
- Ascolti USA: telespettatori 3 730 000 – rating 18-49 anni 0,70%[5]

## Going Back to Cali
- Diretto da: John Dahl
- Scritto da: Taylor Sheridan

### Trama
Jimmy è attaccato alle macchine dopo il brutto incidente rimediato alla gara di Rodeo. Viene rincuorato da John che gli paga, per la prima ed ultima volta, le spese mediche per la riabilitazione. Per la guarigione può anche contare su Mia, la ragazza che ha conosciuto nei giorni precedenti la gara e innamorata del giovane mandriano. Thomas Rainwater scopre tramite il suo legale che la Market Equities non vuole un casinò vicino al suo progetto. Per poterlo realizzare ricorre all'aiuto di Angela Blue Thunder. Beth ed il suo capo Bob decidono la strategia che useranno per attaccare la Market Equities. Fanno difatti perdere a questa milioni di dollari in borsa, facendo infuriare Morris. Lynelle va al ranch di John e riesce a convincere Kayce a diventare nuovo commissario del bestiame. Egli accetta visto che è in gioco il futuro dei poderi di famiglia. Rimpiazza il fratello Jamie che diviene allo stesso tempo nuovo procuratore generale. Dopo aver comprato dei vitelloni, i mandriani si mettono in viaggio per tornare al ranch, ma lungo la strada Ryan, Colby e Teeter scoprono che una gruppo di motociclisti ha tagliato la recinzione per andare a fare un barbecue sul terreno dei Dutton. Scatta inevitabilmente una rissa, e la situazione non degenera solo grazie all’arrivo di Rip e Lloyd. I rider tornano sul luogo dello scontro durante la notte per potersi vendicare delle moto distrutte: l'intento è quello di bruciare il campo, ma trovano il patriarca ad attenderli sul posto. I mandriani fanno scavare loro alcune fosse appositamente per il loro seppellimento, ma successivamente li lasciano andare una volta che il capo dei motociclisti da loro la parola di non tornare più nel Montana.
- Guest star: Josh Holloway (Roarke Morris), Wendy Moniz (Governatrice Lynelle Perry), Michael Nouri (Bob Schwartz), Jennifer Landon (Teeter), Eden Brolin (Mia), Q'orianka Kilcher (Angela Blue Thunder).
- Ascolti USA: telespettatori 3 549 000 – rating 18-49 anni 0,71%[6]

## Cowboys and Dreamers
- Diretto da: Christina Voros
- Scritto da: Taylor Sheridan

### Trama
All’inizio dell’episodio Si scopre perché Beth detesta tanto Jamie: era rimasta incinta di Rip quando era piccola e gli chiese di aiutarla; lui la portò nella clinica della riserva, dove sterilizzano le donne, privandola della possibilità di essere mai madre. Jamie giura dinanzi a suo padre e a Lynelle come nuovo procuratore generale. Kayce inizia il suo primo giorno come commissario del bestiame con un problema spinoso: un allevatore si suicida dopo aver ricevuto un avviso di pignoramento lasciando una moglie e due figli. Kayce vende, con l'assenso del padre un bel po' di bestiame ad insaputa della banca e racimolare, un bel gruzzolo, pari a 16.000 dollari per poter aiutare la famiglia dell'allevatore defunto. John e Thomas parlano a proposito della Market Equities. Fanno leva sul tempo, nettamente a loro favore, che l'azienda non possiede. Decidono di far incontrare, seppur conoscendosi di già, Beth e Angela Bluethunder per scagliarli contro i predatori della società. Beth difatti fa in modo di far perdere altri milioni in borsa ad essa, mandando su tutte le furie Morris. Rip, Ryan e Colby notano che nel terreno adiacente al loro vi sono dei bisonti. Chiedono a coloro che li guida, Wade Morrow, con figlio se hanno passato il test contro la brucellosi. Esso è superato, ma Rip intravede in quei due dei problemi, con i bisonti messi di proposito con l'intento di abbattere il recinto. La baracca del ranch si tinge di rosa sempre di più. Oltra alla nuova assunta Teeter, arrivano Mia e Laramie, accompagnate da Jimmy dimessosi dall'ospedale.
- Guest star: Josh Holloway (Roarke Morris), Wendy Moniz (Governatrice Lynelle Perry), Hugh Dillon (sceriffo Donnie Haskell), Jennifer Landon (Teeter), Timothy Carhart (procuratore generale Stewart), Eden Brolin (Mia), Hassie Harrison (Laramie), Kathleen Wilhoite (Carolyn Nelson), Kylie Rogers (Beth Dutton da giovane).
- Ascolti USA: telespettatori 3 692 000 – rating 18-49 anni 0,71%[7]

## All for Nothing
- Diretto da: Christina Voros
- Scritto da: Taylor Sheridan

### Trama
Thomas Rainwater chiede aiuto a Kayce per ritrovare una ragazza scomparsa nella riserva di Broken Rock. La Market Equities gioca la carta Willa Hayes per arrivare a prelevare i terreni di John Dutton. Appena sbarcata dall'aeroporto ella fa subito un'offerta a Jamie. Questa ammonta a mezzo miliardo di dollari, e Jamie resta spiazzato. Prende tempo per decidere visto che l'alternativa alla proposta dell'azienda è l'espropriazione dei terreni. John incontra Wade Morrow insieme a Rip e Kayce. I due già si conoscono. Nella riserva, gli agenti e i volontari si preparano a dare avvio alle ricerche. C’è anche Monica, che ha portato i suoi studenti. In realtà finisce tutto abbastanza presto: il cadavere della ragazza scomparsa viene infatti ritrovato di lì a poco in fondo a un burrone. John chiede a Beth di fare uno sforzo e fidarsi del fratello che tanto disprezza, ossia Jamie. Beth gli spiega, dopo tanti anni, il perché lo odia e John va su tutte le furie. La bomba manda  all'aria tutti gli intenti del padre, ossia tenere tutti e tre i figli uniti per lasciargli un giorno il suo impero.
- Guest star: Josh Holloway (Roarke Morris), Atticus Todd (Ben Waters), James Jordan (agente del bestiame Steve Hendon), Jennifer Landon (Teeter), Eden Brolin (Mia), Hassie Harrison (Laramie), Karen Pittman (Willa Hayes).
- Ascolti USA: telespettatori 3 676 000 – rating 18-49 anni 0,73%[8]

## The Beating
- Diretto da: Guy Ferland
- Scritto da: Taylor Sheridan

### Trama
Kayce indaga con Ryan e Steve su un furto di bestiame avvenuto di notte. I tre scovano il bestiame rubato, ma ancora non marchiate. L'intento dei ladri è quello di farlo loro per poi rivenderle ma Kayce sa già dove acciuffarli, ossia nel luogo ove avvengono le marchiature e agguanta uno di loro al lazo. Questi poi rivela ove è nascosto il complice.
Jamie indaga sulla procura per il ranch fatta da suo padre, che è stata registrata a Salt Lake City, nello Utah. La segretaria gli comunica che c’è bisogno del suo certificato di nascita per alcune questioni ufficiali. Jamie se lo procura e scopre tutta la verità sul suo passato. Non è mai stato figlio biologico di John, ma è stato adottato. Stando a quanto scritto sui documenti, la sua vera madre è morta per mano del suo vero padre, condannato poi per omicidio colposo. Tornato nel suo ufficio, il neo procuratore generale, totalmente sconvolto, non può fare a meno di chiedersi chi sia veramente. Rip va fuori città per la vendita di un cavallo selvatico con Jimmy e Mia, mentre Beth ottiene prima l'assenso del padre per il matrimonio con il suo uomo, poi si incontra con Angela Blue Thunder per discutere come stanare Willa Hayes, l'amministratrice delegata di Market Equities per mandare in porto l'affare riguardo ai terreni dei Dutton. Kayce, Ryan e Steve trovano dell'altro bestiame con le rivelazioni del suo socio, e una volta trovatolo nella sua capanna la cattura degenera in una sparatoria dove Steve resta ferito, mentre Kayce uccide il ladro e lascia orfana una bambina, figlia di quest'ultimo.
In serata Jamie chiede spiegazioni, ossia tutta la verità a colui che non è più e non è mai stato il suo vero padre, John.
- Guest star: James Jordan (agente del bestiame Steve Hendon), Jennifer Landon (Teeter), Eden Brolin (Mia), Q'orianka Kilcher (Angela Blue Thunder), Hassie Harrison (Laramie).
- Ascolti USA: telespettatori 3 626 000 – rating 18-49 anni 0,73%[9]

## I Killed a Man Today
- Diretto da: Guy Ferland
- Scritto da: Taylor Sheridan

### Trama
Jamie mette al corrente Kayce dell'offerta multimilionaria della Market Equities e gli chiede, visti i pessimi rapporti che ha con Beth di essere lui ad informarla di tutto ciò. Thomas Rainwater continua la caccia al misterioso assassino della sua riserva, e si avvale dell'aiuto di Monica. L'uomo incriminato la soccorre per via della sua auto in panne, per poi portarsela in zone montuose isolate e poterla aggredire. Monica gli tiene testa ma sul punto di essere strangolata viene salvata da Mo, che uccide l'aggressore con un colpo di fucile da cecchino. Beth contatta Angela per poter attaccare Willa Hayes sui titoli azionari della sua società. Poi riceve la visita di Kayce e viene a conoscenza anch'ella della proposta di acquisto della Market Equities. Jamie intanto telefona alla stessa Willa per poter avere una bozza sull'offerta. Rip riceve l'assenso di John per poter convolare a nozze con Beth, e va con Lloyd a riferirgli la buona novella mentre sono in viaggio per liberare un cavallo. Lloyd accetta poi di fargli da testimone di nozze. Colby e Teeter vengono aggrediti da Wade Morrow e suo figlio con il lazo mentre fanno il bagno nudi in un fiume. John riceve in serata Beth e rifiuta totalmente l'offerta dei suoi nemici. Sebbene rischia l'espropriazione, con i terreni divisi in lotti per poter ospitare famiglie a scopo turistico, il patriarca del Montana non ha intenzione di vendere un metro delle sue terre. In viaggio verso il ranch, Rip e Lloyd fanno tappa in un locale di una cittadina abbastanza lontana per non essere solitamente frequentata da loro e sul palco, intento a esibirsi, trovano Walker.
- Guest star: Josh Holloway (Roarke Morris), Ryan Bingham (Walker), Jennifer Landon (Teeter), Karen Pittman (Willa Hayes), Q'orianka Kilcher (Angela Blue Thunder), Austin Hébert (Peter).
- Ascolti USA: telespettatori 3 828 000 – rating 18-49 anni 0,68%[10]

## Meaner Than Evil
- Diretto da: Stephen Kay
- Scritto da: Taylor Sheridan

### Trama
Colby e Teeter si riprendono dopo il pestaggio subito dai Morrow e si dichiarano. Rip e Lloyd adescano Walker all'uscita del locale al termine della sua esibizione e chiedono a Kayce, incaricato tempo addietro di eliminarlo, sul perché questi è ancora vivo. Si decide di assolverlo a patto che il mandriano cantautore dimostri la sua fedeltà al ranch. Con la Market Equities è ormai guerra aperta. Roarke Morris ordina ai Morrow di far danni con l'attenuante di poter far causa ai Dutton. John capisce il suo intento e manda i suoi mandriani per passare al contrattacco. Beth si ritrova Willa nel suo ufficio: ha acquistato la società ove ella lavora, la Schwartz & Meyer e viene licenziata. Jamie intanto conosce Randall Garrett, il suo vero padre. I mandriani tendono un'imboscata ai Morrow. Wade viene impiccato per sputare tutta la verità sui suoi mandanti mentre suo figlio muore durante la fuga a cavallo. Fa il nome di Morris e la Market Equities, per poi venire impiccato e scuoiato da Walker con un coltello per riprendere il marchio del ranch che aveva marchiato sul petto. In gioventù Morrow lavorava alle dipendenze di John. Walker salda così il suo debito e mantiene la parola data riguardo alla sua fedeltà. A notte fonda, Lloyd e Walker gettano i corpi dei due alla stazione dei treni; mentre Ryan, Colby e Teeter vengono marchiati da Rip legando così i loro destini a quello del ranch.
- Guest star: Will Patton (Garrett Randall), Josh Holloway (Roarke Morris), Ryan Bingham (Walker), Jennifer Landon (Teeter), Karen Pittman (Willa Hayes), Eden Brolin (Mia), Hassie Harrison (Laramie).
- Ascolti USA: telespettatori 3 994 000 – rating 18-49 anni 0,73%[11]

## The World Is Purple
- Diretto da: Stephen Kay
- Scritto da: Taylor Sheridan

### Trama
Jamie torna a trovare il suo vero padre e scopre qualcosa di più sulle sue origini, su alcuni parenti sparsi per il paese, sul passato burrascoso dei suoi genitori e del perché è stato affidato a John. Si congeda da lui alquanto confuso, soprattutto sul conto dell'altro padre, quello adottivo, John. Il patriarca del Montana si prepara con sua figlia alla resa dei conti con la Market Equities nell'ufficio della governatrice Perry. Presenti anche Jamie, Morris e la Hays per rappresentare la loro società, Rainwater e il suo avvocato Angela Bluethunder. Willa è costretta a congedarsi da uno scandalo messo in piedi da Beth che la riguarda, mentre Roarke spiega alla governatrice Perry che è tutto a posto, le concessioni sono in regola e sono state approvate dai relativi enti, e i finanziatori sono pronti a investire. Ma i terreni dove devono sorgere tutto ciò è quello di John Dutton, che non ha alcuna intenzione di vendere. A sganciare la bomba però, è Jamie: la procura per il ranch fatta redigere da Beth è valida soltanto nello Utah, dove è stata registrata, quindi lui, in qualità di procuratore del Montana, ha l’autorità per approvare la vendita, vantaggiosa sia per lo Stato, sia per le casse della sua famiglia. John è ormai spalle al muro: oltre al tradimento di Jamie, si trova dinanzi anche quello di Lynelle, che gli dice di essere obbligata a procedere all'espropriazione nel caso si trovasse dinanzi una richiesta formale. Si ritrova così senza più scelte, ma solo opzioni, fino a quando non interviene Angela Bluethunder che rinfaccia a Morris l'enorme impatto ambientale che ne sussegue nel caso la Market Equities vada fino in fondo con il suo progetto. Thomas propone a John di unirsi a lui nella lotta legale che ne verrà, e di ritorno verso la riserva di Broken Rock incassa il parere contrario del suo avvocato. Willa viene accusata di cattiva condotta professionale. Sa già che la denuncia è partita da Beth e ordina a Morris di passare alle maniere forti.
Rip fa visita alla sua defunta madre e sfilarle l'anello che darà a Beth per le nozze. Cerca poi di contattare qualcuno dei Dutton ma trova solo Jamie, che gli raccomanda di non chiamarlo più. In un lasso di tempo difatti, Kayce si trova un'irruzione di uomini armati nel suo ufficio, e si salva facendosi scudo dai proiettili ribaltando la sua scrivania. Beth riceve un pacco bomba mentre riordina il suo ufficio confiscato in precedenza da Willa. John si trova impallinato da uomini armati di mitragliette dal retro di un furgone, mentre aiuta una giovane donna a cambiare una ruota posteriore forata. Ma lo smartphone situato nella tasca interna della giacca, all'altezza del petto, lo salva da morte certa.
- Guest star: Will Patton (Garrett Randall), Josh Holloway (Roarke Morris), Wendy Moniz (Governatrice Lynelle Perry), Ryan Bingham (Walker), John Emmet Tracy (Ellis Steele), Jennifer Landon (Teeter), Eden Brolin (Mia), Q'orianka Kilcher (Angela Blue Thunder), Hassie Harrison (Laramie), Karen Pittman (Willa Hayes).
- Ascolti USA: telespettatori 5 158 000 – rating 18-49 anni 0,92%[12]